# Microsorum pappei
Microsorum pappei là một loài thực vật có mạch trong họ Polypodiaceae. Loài này được (Mett. ex Kuhn) Tardieu miêu tả khoa học đầu tiên năm 1960.